# Jan Mencwel
Jan Tomasz Mencwel (ur. 1 listopada 1983 w Warszawie) – polski samorządowiec, działacz społeczny i aktywista miejski, publicysta i krajoznawca. Współzałożyciel stowarzyszenia Miasto Jest Nasze, a w latach 2016–2021 jego przewodniczący, radny m.st. Warszawy (od 2024).

## Życiorys
Od urodzenia związany z Targówkiem oraz Pragą-Północ. Absolwent XIII Liceum Ogólnokształcącego im. płk. Leopolda Lisa-Kuli oraz Instytutu Kultury Polskiej Uniwersytetu Warszawskiego (2008). Członek Klubu Inteligencji Katolickiej. Jest członkiem założycielem stowarzyszenia Miasto Jest Nasze (MJN). Do 2016 był członkiem komisji rewizyjnej, od listopada 2016 do czerwca 2021 przewodniczącym, zaś następnie do 2022 sekretarzem MJN. W latach 2022–2023 ponownie członek komisji rewizyjnej MJN.
Redaktor wydawanego przez KIK pisma „Kontakt”. Publikuje i komentuje m.in. w portalu ngo.pl, „Kulturze Liberalnej”, „Res Publice”, „Gazecie Stołecznej”, „Rzeczpospolitej”, „Super Expressie”, „Fakcie”, „Polska Times”. Jest członkiem Sieci Latających Animatorów Kultury Towarzystwa Inicjatyw Twórczych „ę”. Współpracuje z organizacjami pozarządowymi, m.in. z Fundacją „Stocznia”, jest też członkiem rady programowej Parku Rzeźby na Bródnie. Jako aktywista miejski działa w kilku warszawskich inicjatywach, m.in. Otwarty Jazdów (broniąca przed wyburzeniem osiedla domków fińskich na Jazdowie), Chlebem i Solą, Inicjatywa Wolna Białoruś. W 2016 roku był współzałożycielem Towarzystwa Krajoznawczego „Krajobraz”, którego członkiem zarządu jest od tamtej pory. Od września 2018 był zawodowo związany z ClientEarth, gdzie odpowiadał za kampanie związane z ochroną klimatu. W 2022 był współkuratorem wystawy Walka o ulice w ramach czternastej edycji festiwalu Warszawa w Budowie, prezentowanej w Muzeum Sztuki Nowoczesnej w Warszawie. W maju 2024 został radnym m.st. Warszawy z okręgu obejmującego Targówek i Pragę-Północ.

## Życie prywatne
Syn Andrzeja Mencwela oraz Anny z domu Gettlich. Brat Stanisława. Żonaty. Ojciec trójki dzieci.

## Wyniki wyborcze
| Wybory | Komitet wyborczy | Komitet wyborczy                       | Organ               | Okręg | Wynik        |
| ------ | ---------------- | -------------------------------------- | ------------------- | ----- | ------------ |
| 2018   |                  | KWW Miasto Jest Nasze – Ruchy Miejskie | Rada m.st. Warszawy | nr 7  | 2783 (2,51%) |
| 2024   |                  | KKW Lewica (z ramienia MJN)            | Rada m.st. Warszawy | nr 10 | 4603 (6,35%) |

## Wyróżnienia
Za obronę domków fińskich w 2014 Jan Mencwel, wraz z Andrzejem Górzem i Janem Śpiewakiem, otrzymał nagrodę czytelników Stołek Gazety Stołecznej. W 2021 został wyróżniony Aspen Institute Central Europe Leadership Award. Dwukrotnie nominowany do nagrody Grand Press w kategorii Książka Reporterska Roku za książki: „Betonoza. Jak się niszczy polskie miasta” (2021) oraz „Hydrozagadka. Kto zabiera polską wodę i jak ją odzyskać” (2023).

## Publikacje książkowe
- Jan Mencwel: Betonoza. Jak się niszczy polskie miasta. Warszawa: Wydawnictwo Krytyki Politycznej, 2020, s. 272. ISBN 978-83-66586-25-3.
- Jan Mencwel: Hydrozagadka. Kto zabiera polską wodę i jak ją odzyskać. Warszawa: Wydawnictwo Krytyki Politycznej, 2023, s. 352. ISBN 978-83-67075-87-9.